# Templo de Vênus (Élia Capitolina)
O Templo de Vênus em Élia Capitolina foi um templo em Élia Capitolina (Jerusalém), dedicado à Deusa Vênus.
O templo foi fundado por ordem do imperador Adriano no início do século II d.C. Foi dedicado a Vênus, que era a divindade protetora padroeira da família de Adriano, bem como da 10ª Legião que ocupava a área.
Em 324, a cristã Helena, mãe de Constantino I, viu o local e o templo durante sua peregrinação a Jerusalém durante a perseguição aos pagãos. O templo foi demolido e um túmulo e uma colina foram descobertos, que foram chamados de Golgata, e a Igreja do Santo Sepulcro foi inaugurada no local do antigo templo de Vênus em 335.
Restos de um edifício romano foram descobertos sob a Igreja do Santo Sepulcro.